# Mars 2005 en France

## Mardi1ermars2005
- Diffusion d'une cassette vidéo montrant Florence Aubenas très affaiblie demandant l'aide du controversé député Didier Julia.

- José Luis Zapatero est reçu à l'Assemblée nationale.

- Manifestations lycéennes de grande ampleur (environ 200 000) contre le projet de loi Fillon.

## Mercredi2 mars 2005
- La Cour des comptes publie son rapport annuel.

- Éducation : démission de la rectrice de l'académie de Toulouse, Nicole Belloubet-Frier. Elle a justifié sa décision par le fait de ne plus pouvoir accomplir sa mission avec les moyens mis à sa disposition.

## Jeudi3 mars 2005
- Justice : ouverture à Angers d'un procès où sont jugés 39 hommes et 27 femmes pour des faits de pédophilie : agressions sexuelles, viols, de proxénétisme et non dénonciation de ces crimes, entre 1999 et 2002, sur des enfants âgés de quelques mois à 12 ans.

- France-Irak, affaire Julia : dans la prise d'otages de la journaliste Florence Aubenas et de son guide, le Premier ministre Jean-Pierre Raffarin a annoncé que les auteurs devaient s'adresser aux autorités françaises s'ils voulaient négocier. D'après la DGSE, le député Didier Julia n'avait pas de nouvelles informations à communiquer, alors que son nom était cité par Mme Aubenas dans une vidéo.

- Économie : Louis Schweitzer, ancien président-directeur général du groupe Renault, est nommé président de la Haute autorité de lutte contre les discriminations et pour l'égalité (Halde).

- Polynésie française : Oscar Temaru de l'Union pour la démocratie a été élu président de la Polynésie française avec trois voix d'avance sur son adversaire Gaston Tong Sang du Tahoeraa huiraatira, le parti de l'ancien président Gaston Flosse.

## Vendredi4 mars 2005
- Constitution européenne : le président de la République, Jacques Chirac, annonce que le référendum visant à la ratification du Traité établissant une Constitution pour l'Europe (la « Constitution européenne ») se déroulera le dimanche 29 mai 2005.

- université de Lyon 3 : les instances disciplinaires de l'université Jean-Moulin ont exclu pour cinq ans Bruno Gollnisch, dirigeant du Front national et enseignant de cette université, à cause de ses propos sur la Shoah.

## Samedi5 mars 2005
- Musique : 20e cérémonie des victoires de la Musique. Quatre trophées pour -M-.

- Affaires : plainte du ministère des Finances après la découverte, fin janvier, de la disparition des dossiers fiscaux de personnalités politiques de l'UMP (Hervé Gaymard, Claude Chirac la fille du président de la République actuel) comme du PS (Robert Badinter, Laurent Fabius, Lionel Jospin). Conservés dans un coffre du centre des impôts de la place Saint-Sulpice (VIe arrondissement de Paris), leur disparition précède les révélations fin février du patrimoine immobilier de l'ancien ministre des Finances, Hervé Gaymard (voir affaire Gaymard). Les enquêteurs judiciaires  n'écartent aucune hypothèse, y compris la destruction accidentelle.

## Lundi7 mars 2005
- Justice : le parquet de Paris ouvre une information judiciaire contre Jean-Marie Le Pen, président du Front national, pour « apologie de crimes de guerre », faisant suite à un passage controversé d'une entretien accordé à l'hebdomadaire Rivarol, dans lequel l'homme politique, après avoir déclaré que « en France du moins, l'occupation allemande n'a pas été particulièrement inhumaine, même s'il y eut des bavures, inévitables dans un pays de 550.000 kilomètres carrés », il ajoutait – et c'est ce passage qui est visé par le parquet de Paris – : « Je me souviens que dans le Nord, un lieutenant allemand, fou de douleur que son train de permissionnaires ait déraillé dans un attentat, causant ainsi la mort de ses jeunes soldats, voulait fusiller tout le village : il avait d'ailleurs déjà tué plusieurs civils. Et c'est la Gestapo de Lille, avertie par la SNCF, qui arriva aussitôt à deux voitures pour arrêter le massacre ». Sur le même sujet, le parquet de Paris avait déjà ouvert une enquête préliminaire au mois de janvier, à la demande expresse de Dominique Perben, garde des Sceaux, ministre de la Justice.

## Mardi8 mars 2005
- Éducation : manifestations d'environ 165 000 lycéens (selon la police) dans plusieurs villes du pays pour le retrait du projet de loi proposé par le ministre de l'Éducation nationale, François Fillon, et déjà votée à l'Assemblée nationale. M. Fillon a déjà affirmé le mercredi 2 mars « rien ne pourra faire que la loi soit retirée du débat parlementaire ».

- Impôts : présentation de la nouvelle feuille de déclaration de revenus simplifiée.

- Jeux olympiques, Paris 2012 : Arrivée à Paris de la commission d'évaluation du CIO. Cette inspection d'achèvera le samedi 12 mars.

## Mercredi9 mars 2005
- manifestation de 10 000 chercheurs pour appeler le gouvernement à tenir ses promesses de l'année passée.

- Social : manifestations de 7000 viticulteurs du Languedoc-Roussillon ponctuées de dégradations matérielles et d'échauffourées avec les forces de l'ordre dans les rues de Montpellier et de Sète. Le péage autoroutier de Bessan (près d'Agde) a été saccagé.

- Constitution européenne : le président de la République, Jacques Chirac, signe le décret soumettant au référendum (le 29 mai) l'autorisation de ratifier le « Traité établissant une Constitution pour l'Europe ».

## Jeudi10 mars 2005
- Social : plusieurs syndicats appellent les salariés du secteur privé et du secteur public à une grève générale pour demander au gouvernement de Jean-Pierre Raffarin des mesures pour aider à l'amélioration du pouvoir d'achat des ménages, la défense des services publics. Au moins 600 000 personnes dans la rue.

## Vendredi11 mars 2005
- Corse : en une semaine, six attentats ont visé des institutions et entreprises publiques (gendarmerie nationale, EDF, Direction départementale de l'Équipement) alors que s'est ouvert jeudi 10 mars le procès de Charles Pieri, soupçonné par la police d'être le chef d'un groupe clandestin FLNC-UC (un des mouvements issus du Front de libération nationale de la Corse).

## Dimanche13 mars 2005
- Paris, manifestation contre la fin de la trêve hivernale qui aura lieu le 15 mars, à l'appel d'un collectif regroupant notamment l'association Droit au logement, la Ligue française des droits de l'homme, AC !  et la Confédération paysanne qui demande l'arrêt des expulsions sans relogement, la fin des ventes à la découpe d'immeubles, et un dispositif de modération des loyers.

## Mardi15 mars 2005
- éducation : nouvelles manifestations étudiantes avec environ 50 000 manifestants dans les rues.
- Numérique: Création de Dailymotion, site français de diffusion de vidéo (un mois après le lancement de YouTube aux États-Unis)

## Mercredi16 mars 2005
- Arts : Ouverture de l'exposition Matisse au Sénat : « Matisse, une seconde vie ».

## Jeudi17 mars 2005
- Académie française : élection de René Girard, professeur de littérature comparée et philosophe chrétien, au fauteuil 37, où il succède au révérend père Ambroise-Marie Carré, décédé le 15 janvier 2004.

- chemin de fer : la compagnie nationale, la SNCF, a présenté son nouveau logo ; l'ancien modèle datait de 1992. Sa conception a coûté 67 000 euros et sa mise en place progressive dans les lettres, dans les gares et sur les trains devrait coûter 4 millions d'euros.

- Référendum sur la Constitution européenne : tenant meeting à Strasbourg dans le cadre de la précampagne de son parti pour le référendum du 29 mai, Nicolas Sarkozy, président de l'UMP, se déclare « pas du tout inquiet » à l'annonce de la publication d'un sondage CSA-Le Parisien-Aujourd'hui en France, à paraître vendredi 18 mars dans ces deux quotidiens, qui est le premier à faire apparaître la possibilité d'une victoire du « non » lors du référendum (51 % de non, 49 % de oui et 53 % d'abstentions ou de votes blancs ou nuls). Source : dépêche de France 3-Alsace. Dans le même temps, un autre sondage TNS Sofres-Unilog pour RTL, Le Monde et LCI, réalisé les 9 et 10 mars (la veille et le jour même de manifestations en France en faveur de l'augmentation des salaires et du pouvoir d'achat), avait également été publié mardi 15 mars, et se traduisait lui aussi par une baisse sensible des intentions de vote en faveur de la ratification (56 % de oui, 44 % de non, 37 % n'ayant pas exprimé d'intention de vote), tout en estimant probable une victoire du oui (68 % de oui, 13 % de non et 19 % de « sans opinion »).

## Vendredi18 mars 2005
- Social : échec des négociations sur une augmentation des salaires dans le secteur privé, qui avaient lieu dans le cadre de la Commission nationale de la convention collective. Le ministre délégué aux relations du travail, Gérard Larcher, a convié les syndicats de salariés et de patrons à se revoir le 10 juin prochain, après le référendum sur TCE du 29 mai.

- Paris : sommet à Paris où se rencontrent les dirigeants de trois pays de l'Union européenne avec Vladimir Poutine, président de Russie : le président français Jacques Chirac, et les chefs de gouvernement allemand Gerhard Schröder et espagnol José Zapatero. Ont été évoqués l'élection présidentielle ukrainienne, le programme nucléaire iranien et le départ des troupes syriennes du Liban. Ce sommet annonce le sommet Union européenne-Russie de Moscou, le 10 mai 2005.

## Samedi19 mars 2005
- automobile : le constructeur Renault invite les conducteurs de véhicules de la marque équipés d'un limitateur de vitesse à venir chez ses concessionnaires pour se voir rappeler comment utiliser cet équipement.

- Médias : l'Agence France-Presse (AFP) poursuit Google en justice et réclame 17,5 millions de dollars, car le moteur de recherche reproduit sans autorisation des photographies, des titres et des amorces d'articles dans sa section Actualités (Google News).

- Polynésie française : élection de Virginia Teriiama à l'Académie tahitienne, institution qui s'efforce, depuis 1972, de promouvoir la langue tahitienne. Tahitipresse

## Lundi21 mars 2005
- Île-de-France, justice : ouverture du procès des marchés des lycées d'Île-de-France.

- Constitution européenne : un nouveau sondage réalisé les 18 et 19 mars par l'institut Ipsos pour le Figaro et Europe 1, confirme, trois jours après la publication, le 18 mars, d'un sondage dans Parisien révélant une tendance comparable, que la possibilité d'une victoire du « non » lors du référendum du 29 mai 2005 n'est pas à écarter. 52 % des personnes ayant exprimé une opinion lors de cette enquête s'y prononcent pour le « non », 48 % pour le « oui », 24 % des personnes se déclarant certaines d'aller voter n'ayant pas exprimé d'intention de vote et environ un tiers de l'échantillon total exprimant son intention de ne pas voter. Par rapport à un sondage similaire du même institut réalisé le 4 mars, les intentions de vote se sont largement inversées (60 % pour le « oui » et 40 % pour le « non »).

## Mardi22 mars 2005
- Social : Malgré de nouvelles grèves, notamment à la SNCF en Île-de-France, le régime des 35 heures hebdomadaire de travail est réformé par l'Assemblée nationale.

- Économie, équipement de ski : Quiksilver, entreprise d'habillement et d'équipement australienne spécialisée dans le surf, annonce le rachat de l'entreprise française d'équipement de ski, Rossignol.

## Mercredi23 mars 2005
- Littérature : Jules Verne, dont le centenaire de la mort est célébré ce jour-là, aura mélangé la réalité à l'imaginaire, au travers d'une centaine de romans et de nouvelles.

## Jeudi24 mars 2005
- Santé : L'INED publie une étude montrant que l'espérance de vie à la naissance dépasse 80 ans en moyenne pour les hommes et les femmes françaises.

- Intérieur : Dominique de Villepin annonce la création de « cyberpatrouilles » de police sur internet.

- Chamonix : les familles des 39 victimes de l'incendie du tunnel du Mont-Blanc se sont rassemblées jeudi matin à Chamonix pour le sixième anniversaire du drame du 24 mars 1999.

- Éducation : les lycéens saluent le vote de loi Fillon (éducation) par l'Assemblée nationale en bloquant des lycées et en défilant.

- Politique : le Premier ministre Jean-Pierre Raffarin a assuré jeudi soir sur TF1 qu'il allait conduire la campagne d'explication du gouvernement pour le oui au référendum sur la constitution européenne, et réaffirmé son optimisme sur l'emploi et la croissance.

## Samedi26 mars 2005
- Sarthe : un accident d'autocar a fait deux morts et vingt blessés samedi matin sur l'A28, entre Le Mans (Sarthe) et Alençon (Orne). Trois des blessés sont grièvement atteints. L'autocar transportait trente-cinq passagers, surtout des personnes âgées. Le chauffeur a perdu le contrôle pour des raisons inconnues.

- Rhône : quatorze personnes intoxiquées par du monoxyde de carbone dans une église à Saint-Nizier d'Azergues.

- Économie : le pouvoir d'achat des salariés, et notamment celui des cadres, a reculé au quatrième trimestre 2004. ce qui donne de nouveaux  arguments aux syndicats qui réclament l'ouverture de négociations salariales dans le secteur privé face à un patronat plus que réticent...

- Paris : la foire du Trône ouvre ses portes. Cinq millions de visiteurs y sont attendus jusqu'au 22 mai. L'intégralité de la recette des entrées de vendredi soir a été reversée à l'association Laurette Fugain qui lutte contre la leucémie et les maladies du sang.

## Dimanche27 mars 2005
- France : deux skieurs ont été oubliés toute une nuit sur un télésiège aux Arcs 1600 (Savoie). Les deux skieurs, venus de Paris, sortis de l'hôpital dimanche, avaient été trouvés dimanche matin assis sur le télésiège dans un état d'hypothermie modérée. À la suite de l'arrêt du télésiège, ils avaient été abandonnés sur la remontée mécanique et la station des Arcs a reconnu « un manque de vigilance du personnel présent  au départ du télésiège ». Pour se remonter le moral, les deux skieurs chantaient "étoile des neiges", comme le faisait Michel Blanc en pareil situation dans les Bronzés font du ski.

- Tahiti, Polynésie française : un accord entre les 300 miliciens du Groupement d'Intervention de la Polynésie (GIP) et le gouvernement du président de Polynésie Oscar Temaru, met fin au blocage du port de Papeete. Temaru a renoncé à nommer un de ses proches, Robert Maker, chef du GIP.

## Lundi28 mars 2005
- loi Fillon (éducation) : une action eut lieu au viaduc de Millau (Aveyron), organisée par des lycéens, parents d'élèves et professeurs, de Millau, Montpellier et Rodez, consistant en une opération de péage gratuit, dans le cadre de la protestation contre la loi Fillon.
- Gard et territoire de Belfort : le lundi de Pâques n'est pas férié dans ce département qui a choisi ce jour comme jour de solidarité au profit des personnes âgées. Habituellement choisi partout ailleurs en France, le lundi de Pentecôte est un des jours de la feria de Nîmes. Cependant, de nombreux commerces et administrations publiques gardoises restent fermées. Dans le Gard, la FCPE et le conseil général évoquent aussi le gaspillage de l'ouverture des établissements scolaires où se sont présentés peu d'élèves, mais qui a requis le maintien des transports scolaires et des personnels.

## Mardi29 mars 2005
- France, mariage : le Sénat a relevé par amendement l'âge du mariage des femmes de 15 ans à 18 ans, ajouté à la proposition de loi sur la lutte contre les violences au sein du couple. Les sénateurs souhaitent éviter les mariages forcés des jeunes filles. Le procureur de la République garde, en cas d'urgence, le droit d'autoriser un mariage avant cet âge. Pour entrer en vigueur, la proposition doit être adoptée dans les mêmes termes par l'Assemblée nationale.

## Jeudi31 mars 2005
- Télévision : lancement de la télévision numérique terrestre (TNT).